# La otra familia
La otra familia és una pel·lícula de drama familiar del 2011 protagonitzada per Jorge Salinas, al costat de Luis Roberto Guzmán, Bruno Loza, Ana Serradilla i Nailea Norvind. Va ser dirigida i escrita per Gustavo Loza. La pel·lícula va ser produïda per la companyia Río Negro Producciones i per Barracuda Films (entre les seves produccions figuren No eres tú, soy yo amb l'actor Eugenio Derbez, Sexo, pudor y lágrimas, on ja hi havia actuat Jorge Salinas, i La habitación azul entre altres), i va ser distribuïda per 20th Century Fox. La filmació va començar el 2010 a Saltillo (ciutat de Coahuila), Mèxic, i va ser estrenada el 25 de març de 2011. Tracta sobre l'adopció d'un nen per una parella homosexual.

## Argument
Hendrix és un nen de 7 anys, qui viu amb Nina, la seva mare drogoaddicta. Una parella homosexual, Jean-Paul i José María, porten una prospera relació de diversos anys. A causa de l'addicció de Nina deixa en abandó al seu fill, qui és rescatat del departament de la seva mare per Ivana, una amiga d'ella. Així comença la travessia per decidir el futur de Hendrix, mentre intenten que Nina superi la seva addicció tancant-la en un centre. Però els problemes per Hendrix comencen. Ivana contacta amb Jean-Paul perquè cuidi del nen. A partir d'aquí veiem com convergeixen una sèrie d'opinions sobre amb qui ha de quedar-se Hendrix: la seva mare drogoaddicta i el seu xicot, que no poden oferir una economia estable i fins i tot pretenen vendre'l, una parella homosexual que li ofereix un futur còmode i una família amorosa, un orfenat del govern, o una parella heterosexual que compraria de manera il·legal al nen. Tots opinen sobre el futur de Hendrix, però qui o què tenen l'última paraula sobre això?. La trama no dubte a mostrar la realitat respecte a aquests temes, i ho fa amb un enfocament totalment precís. La història pretén fer raonar a l'espectador sobre el que ha de ser considerat una família.

## Repartiment
- Jorge Salinas — Jean-Paul Jaubert
- Luis Roberto Guzmán — José María "Chema" Fernández
- Ana Serradilla — Ivana
- Bruno Loza — Hendrix Montoya Cabrera
- Nailea Norvind — Nina Cabrera
- Mario Zaragoza — "El Caimán"
- Silverio Palacios — Gabino
- Dominika Paleta — Luisa
- Andrés Almeida — Patricio "El Patrick" Montoya
- Alejandro Calva — Padre Tomás
- Juan Ríos Cantú — Agustín
- Ana Soler — Gloria
- Luis Gerardo Méndez — George
- Carmen Salinas — Doña Chuy
- Ximena Herrera — Amant Agustín
- Luis Couturier — Pare d'Agustín
- Patricia Conde — Mamà de Luisa
- Sharon Zundel — Mestra Escuela
- Susana Garfel — Micaela (veïna Nina)
- Jorge Eduardo García — Pablito
- Ricardo Kleinbaum — Advocat de Jean-Paul
- Miguel Couturier — Polític
- Esteban Soberanes — Pare de Familia
- Luz Elena Silva — Psicòloga
- Javier Solórzano — Javier Solórzano
- Jaime Vega — Médico Legista
- Alex Bakalarz — Dr. Gringo
- Hugo Albores — Guàrdia del centre de rehabilitació
- Enrique Arreola — Agent MP1
- Veronia Ferro — Recepcionista

## Crítica
La pel·lícula va rebre 4 de 5 estrelles que atorga la revista especialitzada Cine Premiere on es destaca l'actuació de Nailea Norvind. La quarta pel·lícula del director Gustavo Loza és un digne debut del cinema comercial mexicà en la temàtica LGBT, que arriba a reforçar que homosexuals i lesbianes poden formar una família.

## Guió
El guió de la pel·lícula va estar a càrrec de Javier Luna Ávila, qui, al seu torn, va debutar amb aquest llargmetratge, i per un selecte grup de joves guionistes, rodant-se durant el 2010.

## Banda sonora
Benny Ibarra va compondre i va interpretar un tema exclusiu per a la pel·lícula, «Tu amor», del qual també es va fer un videoclip.